# Racquel Sheath
Racquel Sheath (Morrinsville, 7 novembre 1994) è un'ex pistard neozelandese.

## Palmarès

### Pista
- 2014

Campionati oceaniani, Inseguimento a squadre (con Lauren Ellis, Jaime Nielsen e Georgia Williams)
- 2016

Campionati neozelandesi, Inseguimento a squadre (con Byrony Botha, Madison Farrant e Philippa Sutton)
Campionati neozelandesi, Corsa a punti
Campionati neozelandesi, Scratch
Campionati neozelandesi, Americana (con Michaela Drummond)
- 2017

Campionati neozelandesi, Inseguimento a squadre (con Rushlee Buchanan, Jaime Nielsen e Byrony Botha)
Campionati neozelandesi, Americana (con Michaela Drummond)
4ª prova Coppa del mondo 2017-2018, Inseguimento a squadre (Santiago del Cile, con Kirstie James, Bryony Botha e Rushlee Buchanan)
4ª prova Coppa del mondo 2017-2018, Americana (Santiago del Cile, con Michaela Drummond)
Campionati oceaniani, Omnium
- 2018

Campionati oceaniani, Inseguimento a squadre (con Byrony Botha, Rushlee Buchanan, Michaela Drummond e Kirstie James)
- 2019

5ª prova Coppa del mondo 2018-2019, Inseguimento a squadre (Cambridge, con Rushlee Buchanan, Bryony Botha, Kirstie James e Michaela Drummond)
Campionati neozelandesi, Inseguimento a squadre (con Rushlee Buchanan, Byrony Botha e Jessie Hodges)
Campionati neozelandesi, Velocità a squadre (con Ellesse Andrews)

## Piazzamenti

### Competizioni mondiali
- Campionati del mondo su pista

Invercargill 2012 - Inseguimento a squadre Junior: 2ª
Invercargill 2012 - Omnium Junior: 3ª
Saint-Quentin-en-Yvelines 2015 - Inseguimento a squadre: 4ª
Saint-Quentin-en-Yvelines 2015 - Omnium: 10ª
Londra 2016 - Inseguimento a squadre: 4ª
Hong Kong 2017 - Inseguimento a squadre: 3ª
Hong Kong 2017 - Americana: 5ª
Hong Kong 2017 - Corsa a punti: 14ª
Apeldoorn 2018 - Inseguimento a squadre: 6ª
Apeldoorn 2018 - Americana: 13ª
Pruszków 2019 - Scratch: ritirata
Pruszków 2019 - Americana: ritirata
- Giochi olimpici

Rio de Janeiro 2016 - Inseguimento a squadre: 4ª